# Joan Tellet
Picapedrero y maestro de cantería. Documentado en distintos puntos de la provincia de Huesca entre 1546 y 1573.

## Biografía
Apenas se disponen de datos sobre él, consta que era vecino de Monzón (Huesca) en 1556 y de Sariñena (Huesca) en 1562.

## Obra documentada

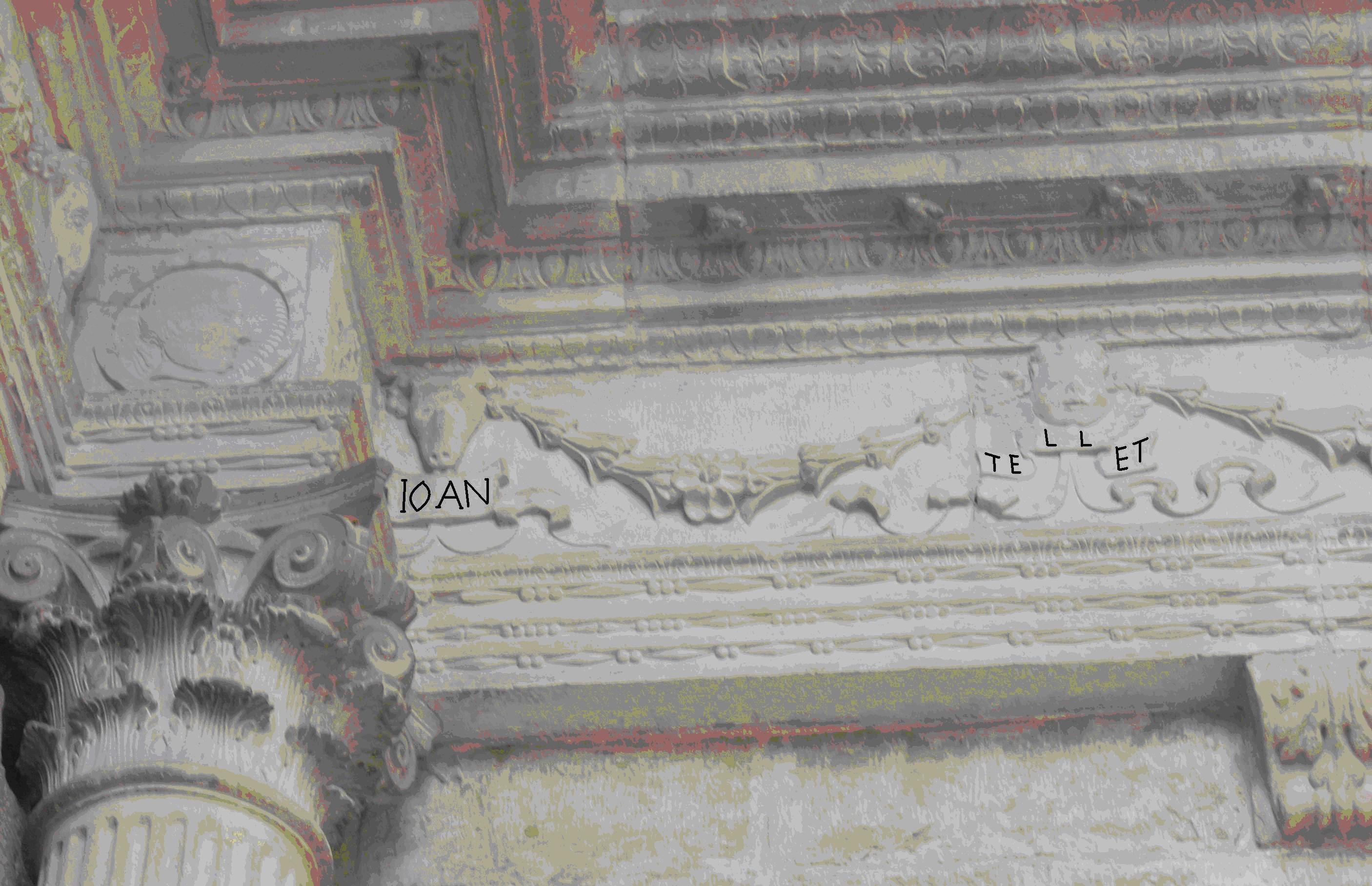
Tondo con la efigie de Joan Tellet en el friso del pórtico de la Basílica de la Virgen de la Peña de Graus

- Construcción de la iglesia parroquial de Santa Eulalia de Olsón (Huesca)(1546).
- Construcción de la iglesia parroquial de Nuestra Señora, Castejón de Sobrarbe (Huesca) (1557).
- Finalización de las obras de construcción de la basílica de la Virgen de la Peña, Graus (Huesca) (1556-1560).
- Obras de reparación del puente de Santa Bárbara, Graus (Huesca) (1556-1560).
- Construcción de un puente de piedra sobre el río Alcanadre, Sariñena (Huesca) (1562).

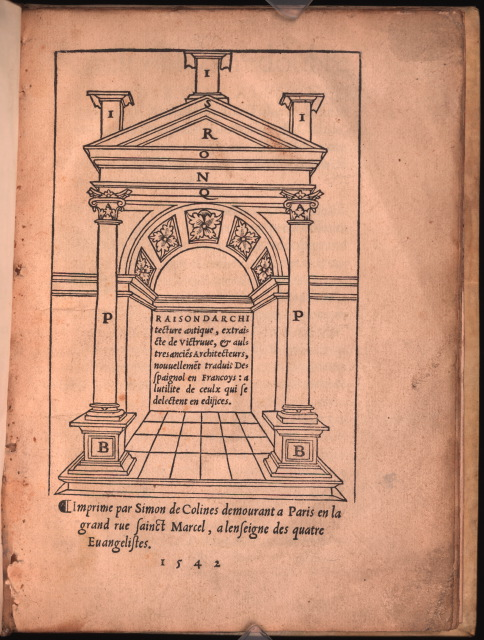
Modelo de Diego de Sagredo utilizado por Joan Tellet en la puerta de la Sacristía de Olsón

La iglesia de Santa Eulalia de Olsón (Huesca) es un edificio construido en dos fases: la primera, realizada por Joan Tellet, está datada en 1546 por la inscripción que hay en la puerta de la sacristía: "IOANES TELLET ME FECIT 1546 / SANCHO CONESA DE BARBASTRO FIANCA / IOAN MARTI FIANCA". En esta fase se hizo la mayor parte del templo, que tiene  cabecera poligonal, nave única dividida en dos tramos, cubiertos con bóvedas de crucería, con capillas entre los contrafuertes, dos a cada lado, y sacristía adosada al lado sur del presbiterio. Su estilo fusiona el gótico con el clasicismo renacentista; destaca la puerta de la sacristía, que parece seguir modelos del libro Medidas del Romano de Diego de Sagredo, publicado por primera vez en 1521.
En la segunda fase se realizó un pórtico a los pies, cubierto con bóvedas terceletes, una monumental portada-retablo y la torre, en el ángulo noroeste. Es obra del arquitecto Martín Torón.
La iglesia de La Asunción de Castejón de Sobrarbe (Huesca) se trata de otro templo tardogótico con elementos renacentistas. Su autoría consta en la inscripción del púlpito: IOAN TELLET ME YZO 1557. El edificio consta de cabecera poligonal con contrafuertes al exterior; nave única de tres tramos con capillas laterales en el primer tramo, a modo de crucero, y coro alto a los pies. El templo se cubre con bóvedas de crucería estrelladas. La puerta de la sacristía parece seguir modelos del libro Libro de Arquitectura de Sebastián Serlio, publicado en España en 1552.

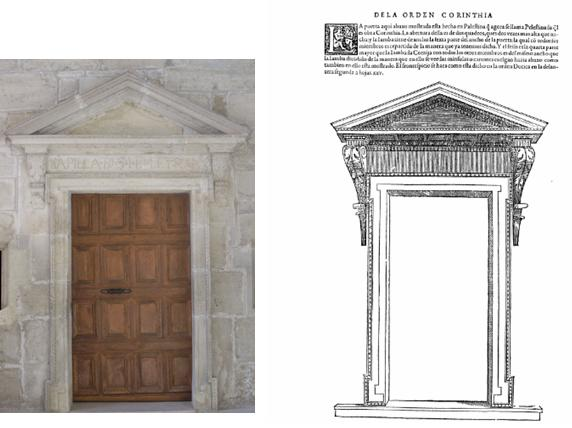
Puerta de la capilla de San Juan de Letrán en el pórtico de la Basílica de la Virgen de la Peña de Graus y el modelo que sigue de Sebastián Serlio

La actual Basílica de la Virgen de la Peña de Graus (Huesca) se comenzó a construir en 1538, pero fue en 1556 cuando el Consejo de Graus y el clero de la villa contrataron su terminación con Joan Tellet. El arquitecto realizó el pórtico de la iglesia, imitando la portada previa de 1543; el segundo tramo de la iglesia, de acuerdo con una traza que se conserva, y las gradas que unen el patio con el pórtico. Joan Tellet dejó su firma en dos cartelas del friso del pórtico, allí donde una pequeña ménsula llama la atención del observador.  Destaca la puerta de la capilla de San Juan de Letrán, en el pórtico, que reproduce un modelo del Libro de Arquitectura de Sebastián Serlio, publicado en España en 1552.

## Estilo artístico
La obra de Joan Tellet es un ejemplo de la difusión de las formas renacentistas en España, gracias a la difusión de los tratados de arquitectura como los de Diego de Sagredo o Sebastiano Serlio.